# Canton de Rhétie
Pour l’article homonyme, voir Rhétie.
1799–1803
Entités précédentes :
- Trois Ligues

Entités suivantes :
- Canton des Grisons

Le canton de Rhétie (en allemand : Kanton Rätien ; en italien : Cantone Raetia ; en romanche : Chantun Rezia) est un ancien canton de la République helvétique, correspondant à l'actuel canton des Grisons de la Suisse, et créé en 1799 lors de l'annexion des Trois Ligues par la République helvétique.
Les districts de Chiavenna, Valteline et Bormio, anciennes dépendances des Trois Ligues, en sont détachés en 1797 et annexés par la République cisalpine. Ils rejoignent le royaume lombard-vénitien après le congrès de Vienne et deviennent plus tard la province italienne de Sondrio.
En 1803, l'Acte de médiation rétablit le canton des Grisons en lieu et place du canton de Rhétie.

## Création
L'article 18 de la constitution de la République helvétique du 12 avril 1798 : Les Ligues-Grises sont invitées à devenir partie intégrante de la Suisse ; & si elles répondent favorablement à cette invitation, les cantons seront provisoirement au nombre de vingt-deux ; savoir : [...] De Rhétie ou des Grisons ; chef- lieu, Coire ; [...].
Le 21 avril 1799, Schwaller et Herzog, représentants de la République helvétique, et le Gouvernement provisoire des Grisons, signèrent, à Coire, le traité de réunion du Peuple rhétien à la République helvétique. Ce traité fut ratifié par le Directoire exécutif le 24 avril 1799 et sanctionné par la loi du 26 avril 1799.

## Territoire
Le territoire du canton de Rhétie recouvrait celui de la République des Trois Ligues (en allemand : Freistaat Gemeiner Drei Bünde ; en italien : Libero Stato delle Tre Leghe), savoir :
- La Ligue des Dix-Juridictions (en allemand : Zehngerichtenbund ; en italien : Lega delle Dieci Giurisdizioni) de Klosters (aujourd'hui, Klosters-Serneus), Davos, Castels, Schiers, Sankt Peter, Langwies, Churwalden, Belfort, Maienfeld et Malans ;
- La Ligue de la Maison-Dieu (en allemand : Gotteshausbund ; en italien : Lega Caddea) ;
- La Ligue grise (en allemand : Grauer Bund ; en italien : Lega Grigia).

Le canton de Rhétie recouvrait ainsi l'actuel canton des Grisons, à l'exception des territoires suivants :
- La seigneurie de Haldenstein, baronnie depuis 1611, propriété des Salis-Maienfeld depuis 1701 ;
- La seigneurie de Rhäzüns, acquise par Maximilien Ier d'Autriche en 1497, sous administration habsbourgeoise depuis 1696 ;
- La seigneurie de Tarasp ;
- Le quartier épiscopal de Coire (en allemand : Hof Chur).

## Suppression
L'acte de médiation du 19 février 1803 crée le canton des Grisons par réunion au canton de Rhétie des seigneuries de Haldesteins et de Tarasp et du quartier épiscopal de Coire.